# ألونزو أ. سكينر
ألونزو أ. سكينر (بالإنجليزية: Alonzo A. Skinner)‏ هو محامي وقاضي أمريكي، ولد في 16 يناير 1814 في مقاطعة بورتج في الولايات المتحدة، وتوفي في 30 أبريل 1877 في سانتا باربارا في الولايات المتحدة.